# Bourke-White (inslagkrater)
Bourke-White is een inslagkrater op Venus. Bourke-White werd in 1991 genoemd naar de Amerikaans fotojournaliste Margaret Bourke-White (1905-1971).
De krater heeft een diameter van 33,6 kilometer en bevindt zich rond het laagland Llorona Planitia in het quadrangle Greenaway (V-24). De krater ligt ten zuidoosten van de krater Greenaway en ten noorden van de kraters Ban Zhao en Escoda.